# Limnephilus alberta
Limnephilus alberta là một loài Trichoptera trong họ Limnephilidae. Chúng phân bố ở miền Tân bắc.